# Abdikassim Salat Hassan

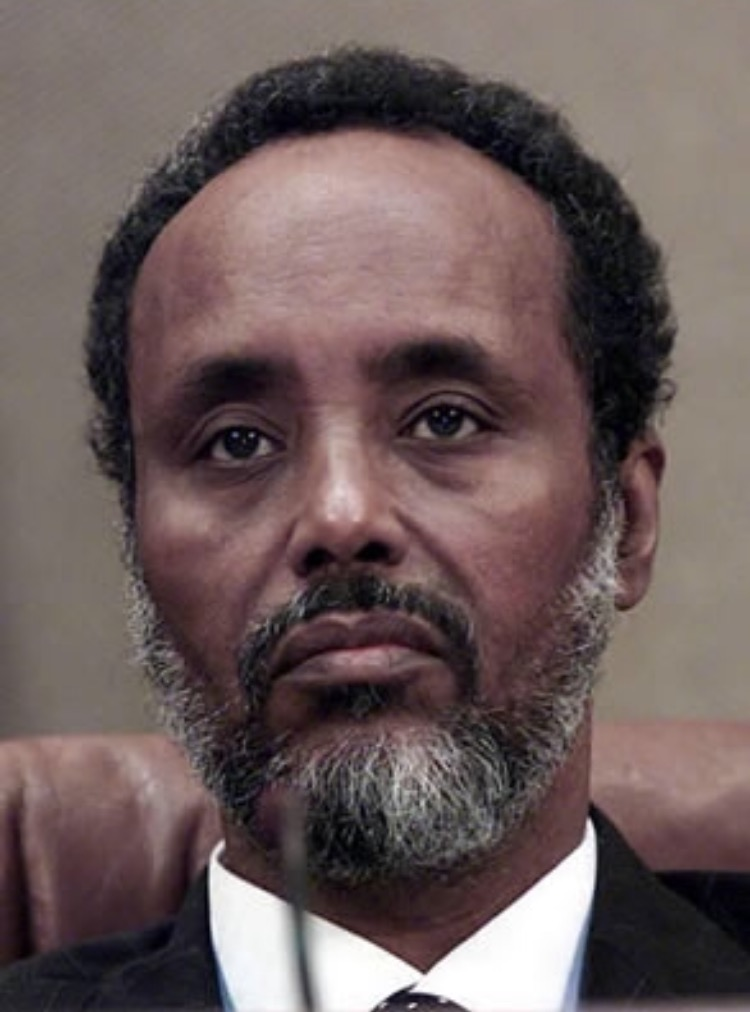
Abdikassim Salat Hassan

Abdikassim Salat Hassan (* 1941; auch Abdiqasim Salad Hassan geschrieben, Somali: Cabdiqaasim Salaad Xasan; arabisch عبد القاسم صلاد حسن, DMG ʿAbdu l-Qāsim Ṣalād Ḥasan) war 2000–2004 Präsident der Übergangsregierung von Somalia. Er gehört dem Somali-Clan der Ayr-Habar-Gedir-Hawiya an.
Im Regime Siad Barres war Abdikassim Salat Hassan zeitweise Innenminister und überzeugter Anhänger des von Barre zur Staatsideologie erklärten „wissenschaftlichen Sozialismus“. Später wandte er sich Bestrebungen zur Einheit der Hawiya und bis zu einem gewissen Grad auch dem Islamismus zu. Am 27. August 2000 wurde er bei Friedensgesprächen im Exil in Arta (Dschibuti) in das Amt des Übergangspräsidenten bestimmt, das er bis zum 14. Oktober 2004 behielt. Seine Regierung verblieb während dieser Zeit im Exil und kontrollierte lediglich Teile der somalischen Hauptstadt Mogadischu. Die mit der Wahl von Abdikassim Salat Hassan verbundene Hoffnung, er werde die Unterstützung der in Mogadischu kämpfenden Hawiya-Kriegsherren finden, erfüllte sich nicht.
Am 8. März 2004 begann die erste landesweite Kampagne gegen die Beschneidung weiblicher Genitalien, welche in Somalia an etwa 95 % der Mädchen vorgenommen wird. Abdikassim Salat Hassan sprach dabei von einem Verbrechen gegen die Religion und gegen die Menschlichkeit. Es war das erste Mal, dass ein prominenter Politiker in Somalia offen über das tabuisierte Thema sprach.
Eigentlich lief sein Mandat im August 2003 aus. Abdikassim Salat Hassan zog sich allerdings kurz vor Ablauf seines Mandats von den Gesprächen zurück, die zur Bildung einer neuen Regierung führen sollten. Dies brachte ihm den Vorwurf von Seiten des Premierministers Hassan Abshir Farah ein, die Verhandlungen in die Länge zu ziehen, um sich länger im Amt zu halten. Farah wurde daraufhin entlassen und durch Muhammad Abdi Yusuf ersetzt. Abdikassim Salat Hassan versprach aber, gegebenenfalls seinem Nachfolger Platz zu machen. Er war unter den Kandidaten für die Präsidentschaft der neuen Übergangsregierung, gehörte jedoch nicht zu den dreien, welche es über den ersten Wahlgang hinaus schafften. Nächster Übergangspräsident Somalias wurde Abdullahi Yusuf Ahmed. Einige Tage nach dieser Wahl trat Hassan friedlich von seinem Amt zurück.